# Новий Шлях (Червенський район)
Новий Шлях (біл. вёска Новы Шлях) — село в складі Червенського району Мінської області, Білорусь. Село підпорядковане Рованичівській сільській раді, розташоване в центральній частині області.